# فرانك دبليو. سيمبسون
فرانك دبليو. سيمبسون (بالإنجليزية: Frank Simpson)‏ هو مدير فني أمريكي، ولد في فبراير 1872 في كاليفورنيا في الولايات المتحدة، وتوفي في 8 ديسمبر 1929 بسبب حادث مرور.